# Météorite de Tenham

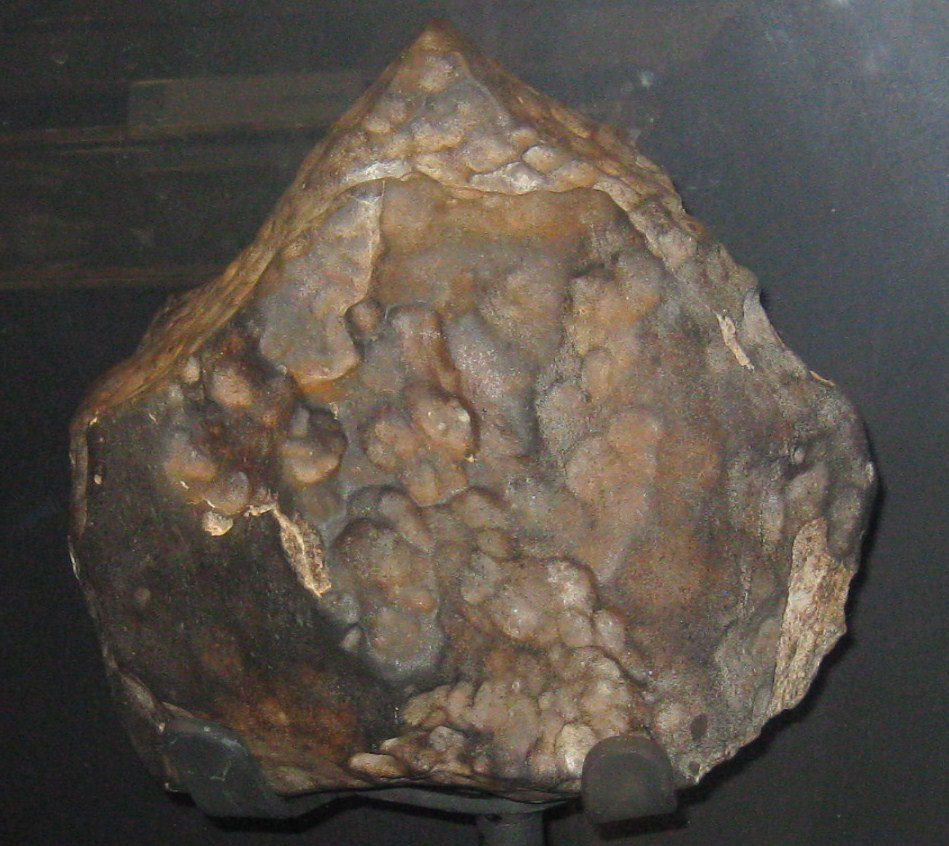
Un de ses éclats, exposé à Londres.

Les météorites de Tenham sont les éclats d'une plus grande météorite qui tomba près du lieu-dit Tenham, dans une région écartée du Queensland, Australie en 1879. Bien que beaucoup vissent la chute, sa date précise n'a pas pu être établie. Des météores brillants furent vus dans un arc de l'ouest à l'est, et des pierres éparpillées dans une grande étendue, environ 20 km de long et 5 km de large.
Étant ramassées peu de temps après leur chute, dans une région sèche où l'érosion ne fut pas entrée en jeu, les météorites de Tenham représentent de précieux échantillons pour les études savantes de météorites, leurs teneurs en minerais et leurs traits non terrestres.  
Puisqu'elles montrent des signes de déformations sous haute pression, on a pu en dégager un éclairage sur les changements chimiques et minéralogiques qui pourraient se produire dans les profondeurs du manteau terrestre. 
Âgées de 4,5 milliards d'années, les météorites sont considérées comme des chondrites, riches en composés organiques, silicates, oxydes et sulfures. La ringwoodite, une forme polymorphe de la forstérite, a été découverte pour la première fois dans ses éclats en 1969. En 2014, une équipe de savants ont étudié le premier échantillon de bridgmanite à l'état naturel, prélevé dans une des météorites de Tenham, et sont parvenus à des résultats jamais atteints avec des échantillons synthétiques, y compris une teneur en sodium et en fer ferrique plus forte que prévu.